# BV 06 Luckenwalde
BV 06 Luckenwalde war ein deutscher Fußballverein aus der brandenburgischen Stadt Luckenwalde. Er wurde 1906 gegründet und wurde nach dem Zweiten Weltkrieg 1945 wieder aufgelöst.

## Geschichte
Im Jahr 1906 wurde der BV 06 Luckenwalde gegründet. Der Verein agierte bis zum Jahr 1945 meist in der Berliner Oberliga. In der Spielzeit 1932/33 qualifizierte man sich als eines der besten Teams in der Berliner Fußballmeisterschaft für die neugegründete Gauliga Berlin-Brandenburg. Am Ende der Spielzeit 1933/34 belegte die Luckenwalder Mannschaft den 10. Platz und in die Bezirksliga absteigen. In der Saison 1941/42 qualifizierte sich der Verein für die Aufstiegsrunde zur Gauliga Berlin-Brandenburg, wo man sich nicht durchsetzen konnte.
Vor der Spielzeit in der Gauliga konnte der BV Luckenwalde in den Jahren 1924 und 1928 jeweils das Finale vom Berliner Pokal erreichen. 1924 traf man auf den Union-Platz auf Hertha BSC und unterlag der Hertha knapp mit 0:1. Vier Jahre später traf man erneut im Pokalfinale auf Hertha BSC. Das Finalspiel im Stadion am Gesundbrunnen verlor die Luckenwalder Mannschaft klar mit 2:9.
Nach dem Zweiten Weltkrieg wurde der Verein wie alle Sportvereine in der sowjetischen Besatzungszone im Laufe des Jahres 1945 auf Befehl der Besatzungsmacht aufgelöst. Als Nachfolgeverein gründete sich bereits im selben Jahr die SG Luckenwalde-Süd, aus der später die BSG Motor Luckenwalde hervorging.

## Erfolge
- Teilnahme an der Gauliga Berlin-Brandenburg: 1933/34
- Berliner-Pokalfinalist: 1924, 1928